# Prasadam

Pasdam je bhakti obred priprave in zauživanje hrane. 

## Vloga hrane v yogi ljubezni
Gospod je v Bhagavad-giti na kratko opisal  bhakti-yogo (yogo vdanosti in ljubezni) z besedami: »Vse, kar delaš, vse, kar ješ, vse, kar daruješ ali daješ in vsa tvoja askeza naj bo daritev Meni.« (Bg. 9.27) Darovanje hrane Gospodu Krsni je torej sestavni del  bhakti-yoge.
Gospod govori tudi, kakšno hrano naj Mu darujemo: »Če Mi kdo z ljubeznijo in vdanostjo daruje list, cvet, sadež ali vodo, sprejmem njegov dar.« (Bg. 9.26)
Krišna ne omenja mesa, rib in jajc, zato Mu bhakta teh živil ne daruje.  Bhakta iz ljubezni daruje Krišna samo najčistejšo, izbrano hrano, med katero zagotovo ne sodijo razpadajoča trupla zaklanih živali in nerazviti piščančji zarodki.
Darovanje hrane Krišna je izraz bhaktove ljubezni do Krišna. Tudi ljudje včasih iz ljubezni in naklonjenosti drug drugemu pripravljajo hrano. Pri tem ni pomembna zgolj sama hrana, temveč tudi ljubezen in vdanost, s katero jo človek skuha. Darovanje hrane Gospodu  Krišni poveča našo vdanost in ljubezen do Gospoda.
Ker je Krišna vsemogočen in popolnoma duhoven, postane vsaka stvar, ki pride v stik z Njim, popolnoma čista in duhovna. Kakor se železo v ognju razžari in privzame vse lastnosti ognja, tako se materialna hrana, ki jo darujemo Krsni, poduhovi in postane prasadam, kar v sanskrtu pomeni »Gospodova milost«.

## Prasadam — popolnost vegetarijanske prehrane
Uživanje prasadama je eden bistvenih delov bhakti-yoge. Pri drugih vrstah yoge je treba čute obvladovati umetno,  bhakti-yogi pa jih obvlada tako, da jih zaposli z različnimi duhovnimi dejavnostmi, ki jim dajejo zadovoljstvo. Z jezikom na primer okuša hrano, darovano Gospodu  Krišni. Čuti se tako očistijo in spontano jih pritegne duhovno uživanje, ki je veliko večje od vsakega materialnega uživanja.
V  Vedah na več mestih najdemo opise prasadama in njegovih učinkov. Gospod  Caitanya je o njem dejal: »Vsi smo že prej okušali iste materialne jedi, vendar pa je ta hrana izjemnega okusa in nenavadnega vonja. Pokusite in zaznali boste razliko. Že sam vonj — da o okusu niti ne govorimo — zadovolji um, tako da pozabimo na vsa druga zadovoljstva. Krsnove duhovne ustnice so se torej nedvomno dotaknile teh sestavin in jih navdale z vsemi svojimi duhovnimi lastnostmi.«
Popolnost vegetarijanstva je uživanje hrane, ki je bila darovana  Krišni. Vegetarijanci so tudi mnoge živali, na primer golobi in opice, zato postati vegetarijanec samo po sebi ni največji dosežek. Vede pravijo, da je smisel življenja oživiti odnos duše z Bogom in taka prehrana — prasadam — nam bo pri tem v veliko pomoč.

## Priprava prasadama
Višjega smisla vegetarijanstva bi se morali zavedati že pri nakupovanju hrane, ki jo bomo darovali  Krišni. V  Bhagavad-giti Gospod Krišna pravi, da lahko hrano razvrstimo v tri skupine, ki odgovarjajo trem gunam materialne narave: vrlini, strasti in nevednosti. Mlečni izdelki, žito, sladkor, zelenjava, sadje in jedrca so hrana v guni vrline in jo lahko darujemo  Krišni. Hrane v gunah strasti in nevednosti ne moremo darovati  Krišni, saj Krišna v  Giti pravi, da so take jedi vzrok nesreče, trpljenja in bolezni ter da so neokusne, razkrajajoče se in pokvarjene. Poleg mesa, rib in jajc so v nižjih gunah materialne narave še česen, čebula in gobe. Krišna teh stvari ne sprejme. Prava kava in pravi čaj sta opojni sredstvi, zato ju prav tako ne moremo darovati Krsni. Nadomestimo ju lahko z zeliščnimi čaji.
Pri nakupovanju moramo vedeti, da so ekstrakti iz mesa, rib in jajc včasih dodani tudi drugim živilom, zato moramo pazljivo prebrati nalepke na izdelkih. Če smo v dvomih, vprašajmo prodajalca, po potrebi pa tudi proizvajalca določenega izdelka. Nekatere vrste jogurta in kisle smetane vsebujejo na primer želatino, pripravljeno iz rogov, parkljev in kosti zaklanih živali. Prepričajte se, da kupljeni sir ni narejen z uporabo sirišča, saj le-to pridobivajo iz telečjega želodca.
Izogibati bi se morali tudi hrani (še posebej žitu), ki so jo pripravili materialisti. Po subtilnih zakonih narave ima kuharjeva zavest vpliv na hrano, in ko tako hrano zaužijemo, se ta vpliv prenese na našo zavest. To lahko razumemo na primeru slikarja in njegove umetnine. Slika ni samo niz potez s čopičem, temveč tudi izraz umetnikovega umskega stanja, ki ga opazovalec slike vpije. Če jemo hrano, ki so jo skuhali ljudje brez duhovne zavesti, nam bo to nedvomno onečistilo zavest.
Pri pripravi hrane je najpomembnejša čistoča, kajti od čistoče je le še korak do Boga. Krsni ne moremo darovati nečistih stvari, zato mora biti kuhinjska delovna površina zelo čista. Preden začnemo pripravljati hrano, si dobro umijmo roke. Če je le mogoče, uporabljajmo samo sveže, naravne sestavine. Hrane med pripravljanjem ne okušajmo. Kuhanje je del meditacije, saj ne kuhamo zase, temveč v zadovoljstvo Vsevišnjega Gospoda, ki naj skuhane jedi prvi okusi in uživa v njih. Ko je obrok pripravljen, ga darujemo Krsni.
Kako darovati hrano
Dobro je imeti poseben krožnik in pribor, ki ga uporabljamo samo za darovanje hrane Krsni. Idealno je, če je krožnik nov in ga ni še nihče uporabljal. Ko je hrana skuhana, jo na njem lepo aranžiramo. Najenostavneje jo darujemo s preprosto molitvijo: »Dragi moj Gospod Krišna, prosim Te, sprejmi to hrano.«
Vedeti moramo, da je pravi smisel darovanja hrane pokazati vdanost in hvaležnost Gospodu in da je sama hrana drugotnega pomena. Če je ne darujemo z vdanostjo, je Krsna ne sprejme. Bog je popoln, zato ne potrebuje ničesar. Darovanje hrane je izraz naše ljubezni in hvaležnosti. Po daritvi nekaj minut pojemo mantro Hare Krišna: Hare Krsna, Hare Krsna, Krsna Krsna, Hare Hare / Hare Rama, Hare Rama, Rama Rama, Hare Hare. Potem lahko hrano, ki je postala prasadam, postrežemo.
Kdor se je resno posvetil  bhakti-yogi, lahko daruje hrano po verodostojnem postopku iz  Ved, katerega se držijo tudi bhakte v Skupnosti za zavest  Krišne. Doma naredimo preprost oltar s slikami Gospoda  Krišne, Gospoda  Caitanye in  Srila Prabhupade. Pred oltar postavimo krožnik s hrano, se priklonimo in trikrat izgovorimo vsako od naslednjih molitev:
»nama om visnu-padaya krsna-presthaya bhu-tale«
»srimate bhaktivedanta svamin iti namine«
»namas te sarasvate-deve gaura-vani-pracarine«
»
nirvisesa-sunyavadi-pascatya-desa-tarine«
»Spoštljivo se priklanjam  A. C. Bhaktivedanti Svamiju Prabhupadi, ki je zelo drag Gospodu  Krišni, saj je poiskal zavetje Njegovih lotosovih stopal. Spoštljivo se priklanjam tebi, o duhovni učitelj, sluga Sarasvatija Gosvamija. Ljubeznivo oznanjaš sporočilo Gospoda  Caitanye in odrešuješ zahodne dežele, kjer vladata filozofiji impersonalizma in praznine.«
»
namo maha-vadanyaya«
»
krsna-prema-pradaya te«
»krsnaya krsna-caitanya«
»namne gaura-tvise namah«
»Spoštljivo se priklanjam Vsevišnjemu Gospodu  Šri Krišni Caitanyi, ki je velikodušnejši od vseh drugih Gospodovih inkarnacij in celo od samega  Krišne, saj zastonj deli tisto, česar ni doslej ponudil še nihče — čisto ljubezen do  Krišne.«
»namo brahmanya-devaya«
»go-brahmana-hitaya ca«
»
jagad-dhitaya krsnaya«
»govindaya namo namah«
»Spoštljivo se priklanjam Gospodu  Krišni, čaščenemu Božanstvu vseh pobožnih ljudi ter dobrotniku krav, brahman in vsega sveta. Znova in znova se spoštljivo priklanjam Vsevišnjemu Gospodu, ki je znan po imenih Krišna in Govinda.«
Ko izgovorimo molitve, počakamo, da Gospod deset do petnajst minut uživa v hrani.
Čeprav je zdaj vsa pripravljena hrana darovana  Krišni, pa ima prasadam s krožnika Gospoda  Krišne posebno vrednost in se imenuje maha-prasadam. Vsakdo naj skupaj z ostalim prasadamom dobi nekaj maha-prasadama. Krišne cenijo prasadam kot duhovno hrano in uživajo v njem.